# Marija Vadeeva
Marija Alekseevna Vadeeva (in russo Мария Алексеевна Вадеева?; Mosca, 16 luglio 1998) è una cestista russa.

## Carriera
Con la Russia ha disputato quattro edizioni dei Campionati europei (2015, 2017, 2019, 2021).